# Top Eleven Football Manager
Top Eleven Football Manager (с англ. — «football manager» — футбольный тренер; с англ. — «top eleven» — лучшая команда из 11 человек) — это компьютерная игра, симулятор футбольного тренера, созданный и опубликованный компанией Nordeus в мае 2010 года, и доступный в магазинах приложений App Store и Google Play.
Игра также доступна в социальной сети Facebook и позволяет играть с друзьями из этой социальной сети. Авторы задумывали запустить игру в Facebook, так как, по их мнению, там не хватает подобных игр. Концепты и геймплей похожи на геймлей в аналогичных играх Sports Interactive’s Football Manager и Electronic Arts' Premier Manager. Top Eleven Football Manager создавалась так, чтобы дизайн игры в Facebook был похож на дизайн игр, устанавливаемых на компьютер.
Мобильная версия появилась в 2011 году. Приложение доступно для Android и iOS.
Далее игра появилась в социальной сети Одноклассники. Согласно статистике Facebook, в игру играло 15 миллионов пользователей каждый месяц (в 2014 году).
В 2013 Жозе Моуриньо стал «лицом игры». Игроки могут сразиться с Моуриньо и получить от него советы, связанные с игрой.

## Статьи об игре
- Piše: Aleks, ra Malušev. Srpski stručnjaci za virtuelni fudbal (серб.). Данас[серб.] (31 мая 2010). Дата обращения: 22 августа 2019. Архивировано 22 августа 2019 года.
- PALO ALTO, CA. Nordeus LLC Celebrates the New Year by Adding More Exciting New Features for "Top Eleven Football Manager" Game on Facebook. PRWeb. Дата обращения: 22 августа 2019. Архивировано 15 ноября 2015 года.
- Andrew Webster. Interview: How Top Eleven beat FIFA Superstars to become the top soccer game on Facebook (англ.). Gamezebo. Дата обращения: 22 августа 2019. Архивировано 23 августа 2019 года.
- Andrew Webster. Top Eleven Review (англ.). Gamezebo. Дата обращения: 22 августа 2019. Архивировано 23 августа 2019 года.